# Quem-Quem
Quem-Quem é um distrito do município brasileiro de Janaúba, no interior do estado de Minas Gerais. Segundo o censo demográfico de 2022, realizado pelo Instituto Brasileiro de Geografia e Estatística (IBGE), sua população era de 1 882 habitantes e havia 639 domicílios particulares permanentes ocupados. Possui área de 262,98 km² conforme a Fundação João Pinheiro (FJP). Foi criado pela lei estadual nº 6.769 de 13 de maio de 1976.
De acordo com o IBGE, em 2010 a população era de 2 213 habitantes e havia 750 domicílios particulares.